# Gorice
Gorice (německy Görz, italsky Gorizia, slovinsky Gorica, furlansky Gurize) je město v Itálii v autonomním regionu Furlansko-Julské Benátsko.
Do roku 1918 byla metropolí rakouské korunní země Okněžněné hrabství Gorice a Gradiška a zároveň statutárním městem. Po první světové válce město i  s korunní zemí získala Itálie. Roku 1947 bylo město na základě Pařížské mírové smlouvy rozděleno mezi Jugoslávii, která získala malou část na východě a začlenila ji do Slovinska (zde bylo vybudováno nové město Nova Gorica), a většinovou část v Itálii.

## Historie

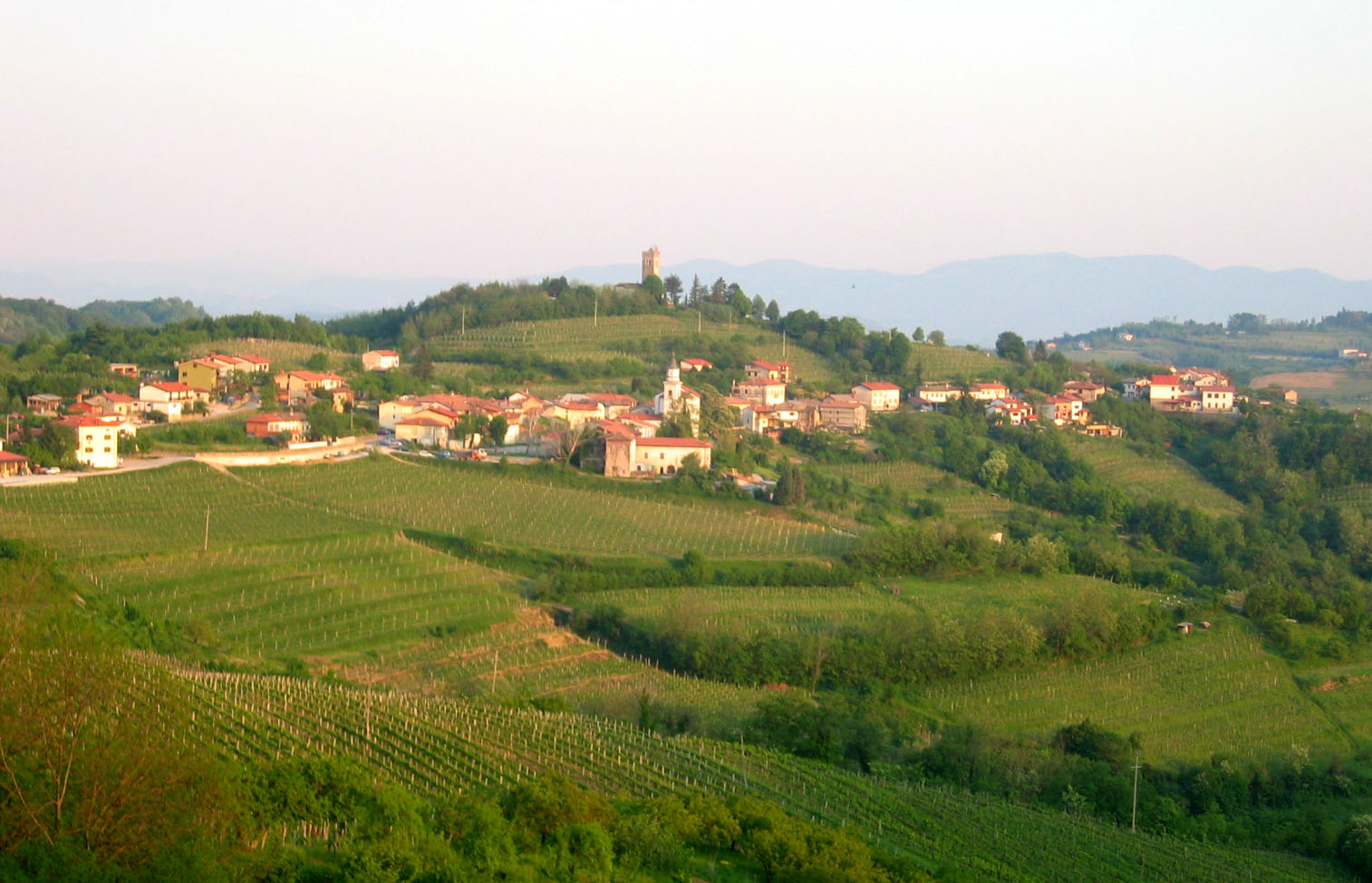
Gorické Brdy

První písemná zmínka o Gorici pochází z 28. dubna 1001, kdy císař Svaté říše římské Ota III. daroval zdejší hrad a osadu patriarchovi aquileiskému Janu II. a hraběti furlanskému. Ve 12. až 16. století bylo město politickým a správním centrem hrabství Görz. V roce 1500 vymřel gorický panovnický rod a hrabství se dostalo pod vládu Habsburků.
V letech 1508 až 1509 byla oblast okupována Benátskou republikou.
V období let 1809 až 1813 bylo město součástí Ilyrských provincií. V roce 1849 bylo hrabství zahrnuto do Rakouského přímoří, v roce 1861 pak došlo k reorganizaci a posílení role Gorice a Gradišky. Za první světové války dobyli Italové město v srpnu 1916, ale v listopadu 1917 bylo opět pod rakouskou kontrolou. V říjnu 1918 došlo k rozkolu, když Slovinci jednostranně vyhlásili nezávislý Stát Slovinců, Chorvatů a Srbů, zatímco místní obyvatelstvo trvalo na autonomii v rámci habsburského soustátí. V listopadu 1918 bylo město opět obsazeno italskými jednotkami. V roce 1920 se město i celé okolí stalo oficiálně součástí Itálie. Autonomní hrabství zaniklo v roce 1922 a v roce 1924 bylo připojeno k provincii Udine. V roce 1927 se Gorice stala správním centrem regionu Julské Benátsko. V období fašistického režimu byly rozpuštěny všechny slovinské organizace a užívání slovinského jazyka na veřejnosti bylo zakázáno. Slovinci zformovali odbojové hnutí TIGR, část z nich emigrovala do Jugoslávie či Argentiny.
V září 1943 bylo město osvobozeno slovinskými partyzány, ale brzy se dostalo pod kontrolu říšskoněmecké branné moci. V letech 1943 až 1945 bylo součástí Operačního prostoru Jadranské přímoří. Po osvobození od fašizmu jednotkami Jugoslávské národněosvobozenecké armády v květnu a červnu 1945 byla správa předána jednotkám USA a Velké Británie. V září 1947 bylo město opětovně připojeno k Itálii, přičemž některé okrajové části (Solkan, Pristava, Rožna Dolina, Kromberk, Šempeter pri Gorici a Vrtojba) byly připojeny k Jugoslávii. V roce 1948 byla zahájena výstavba jugoslávské Nové Gorice.

## Současnost
Gorice je v současnosti multikulturní město, ve kterém převažují Italové mluvící italsky, furlansky a místními dialekty, dále Slovinci a 9 procent Rakušanů, mluvících německy. Město je zčásti průmyslové a má dobře rozvinutou nabídku turistických atrakcí.

## Památky
- Castello - hrad s historickým muzeem první světové války
- Villa Coronini
- Il duomo - dóm - románsko-gotická bazilika
- Chiesa di Sant'Ignazio - Chrám sv. Ignáce - barokní jezuitská bazilika
- Synagoga

## Galerie

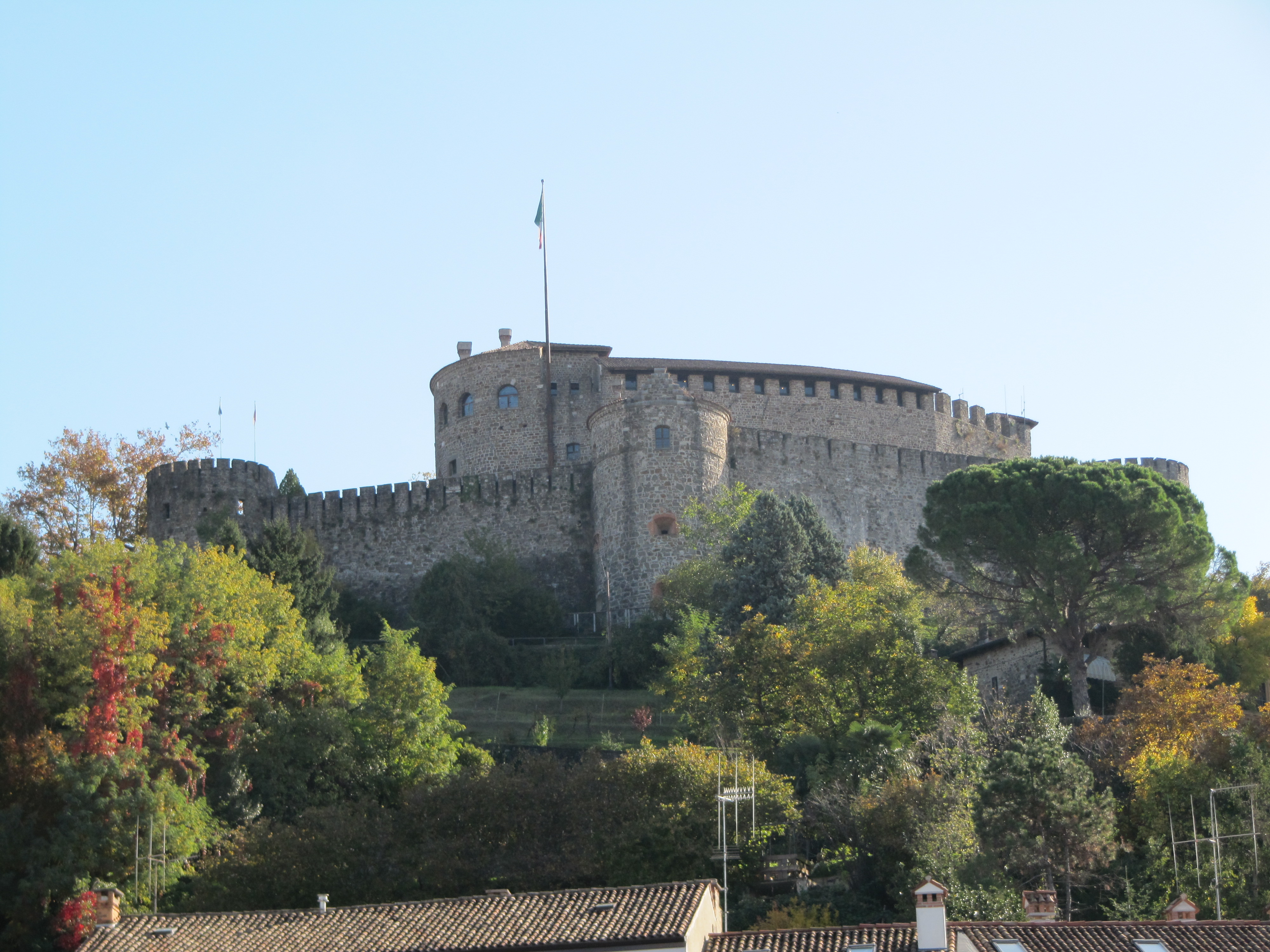
Hrad
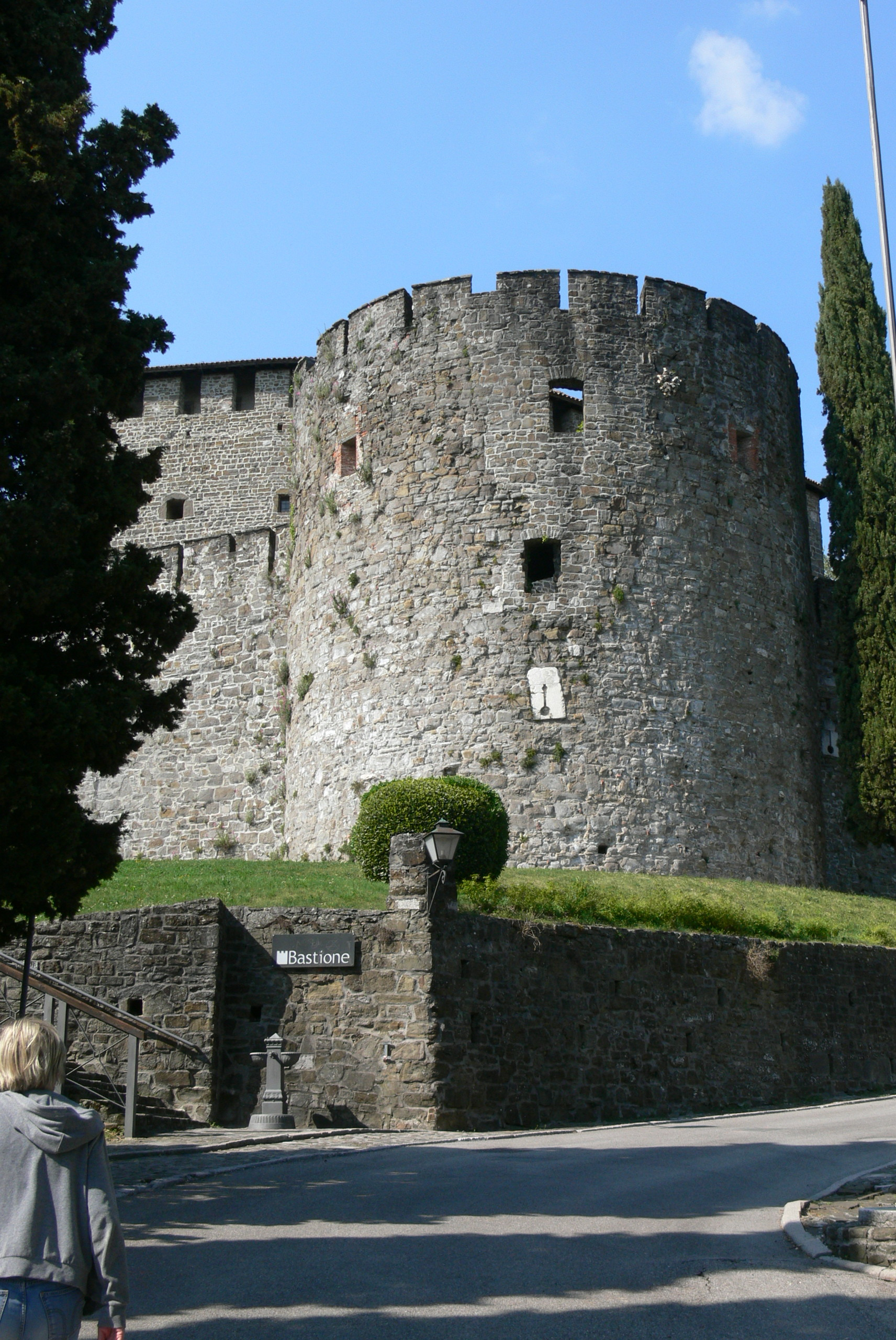
Hradní bastion
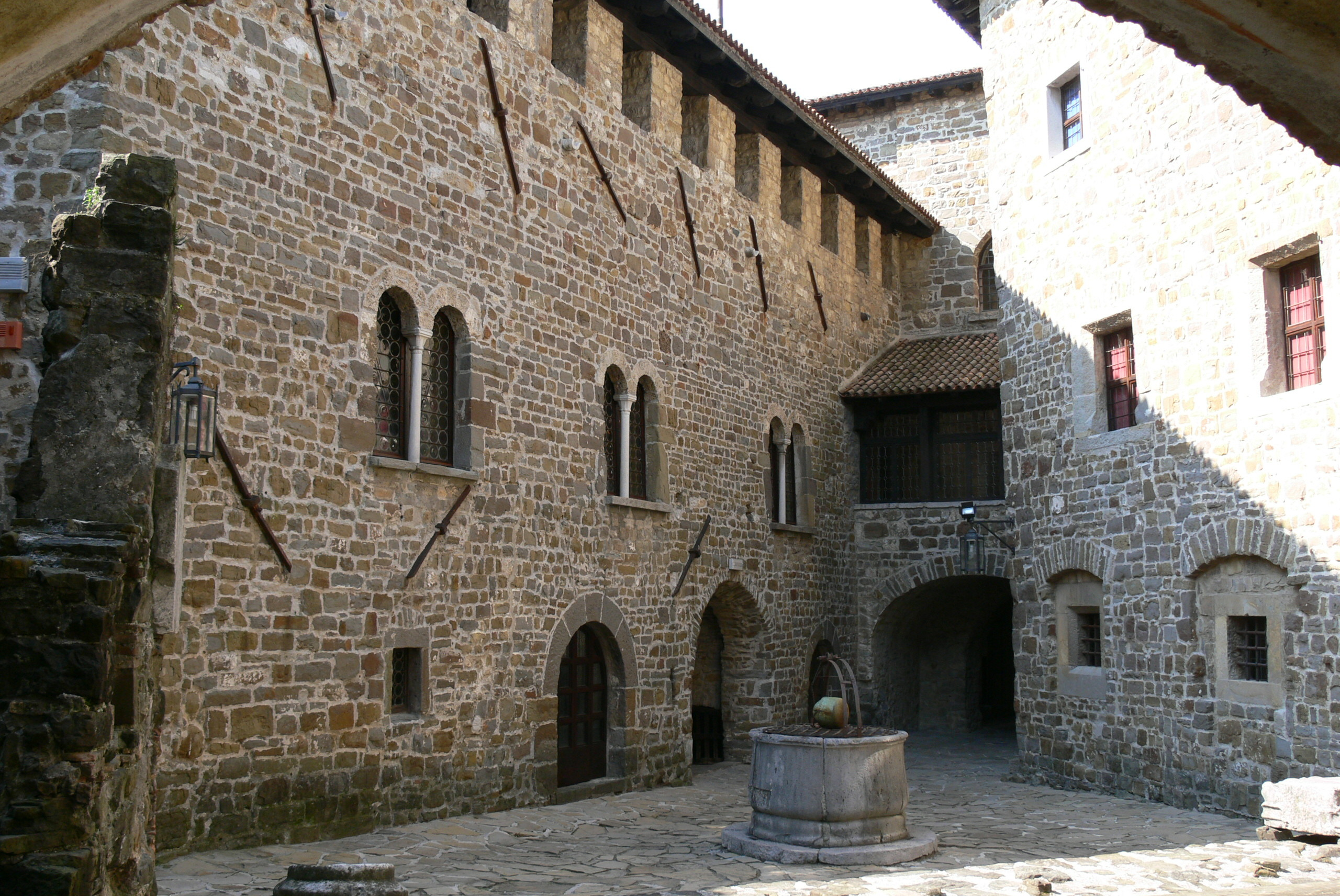
Hradní nádvoří
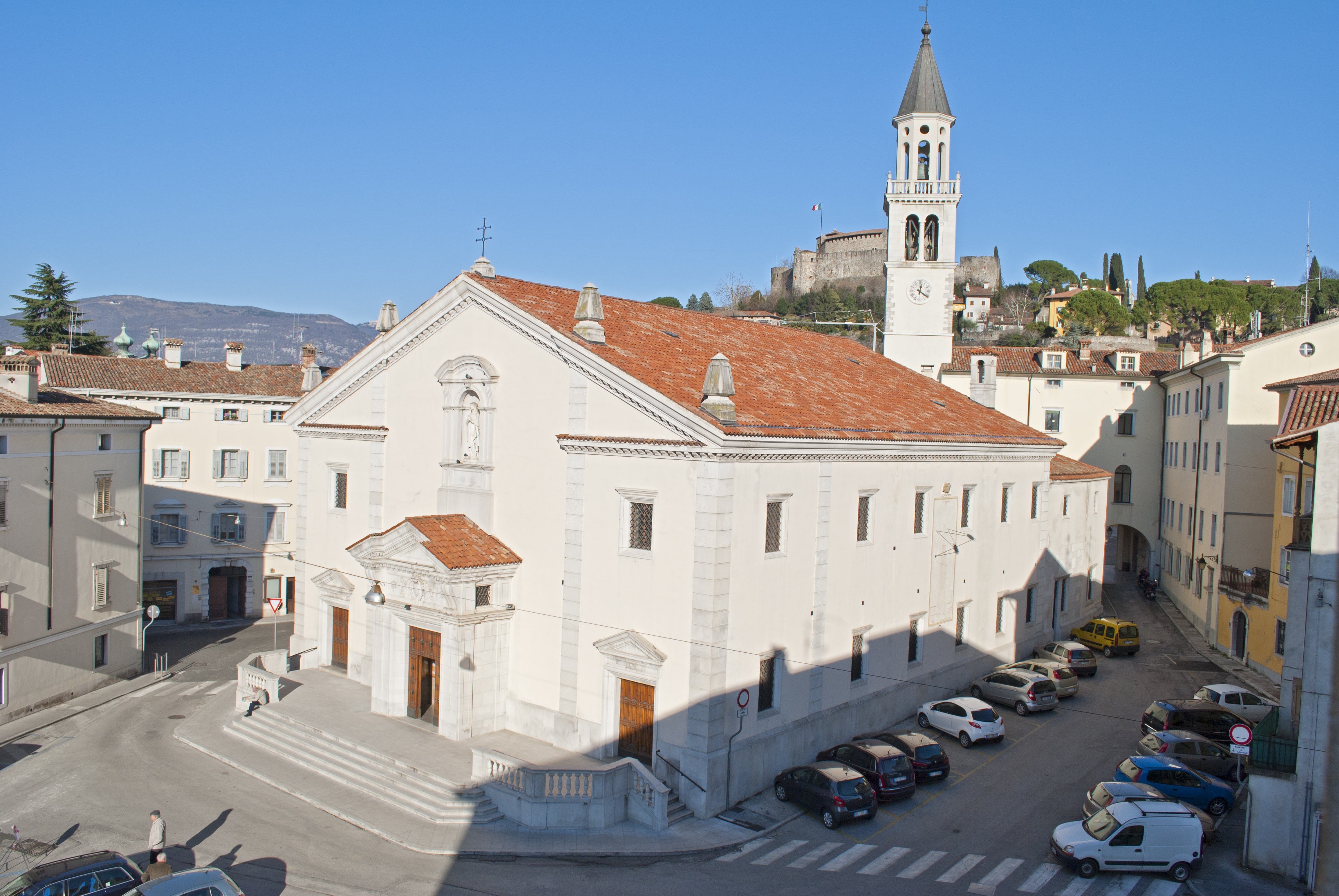
Dóm
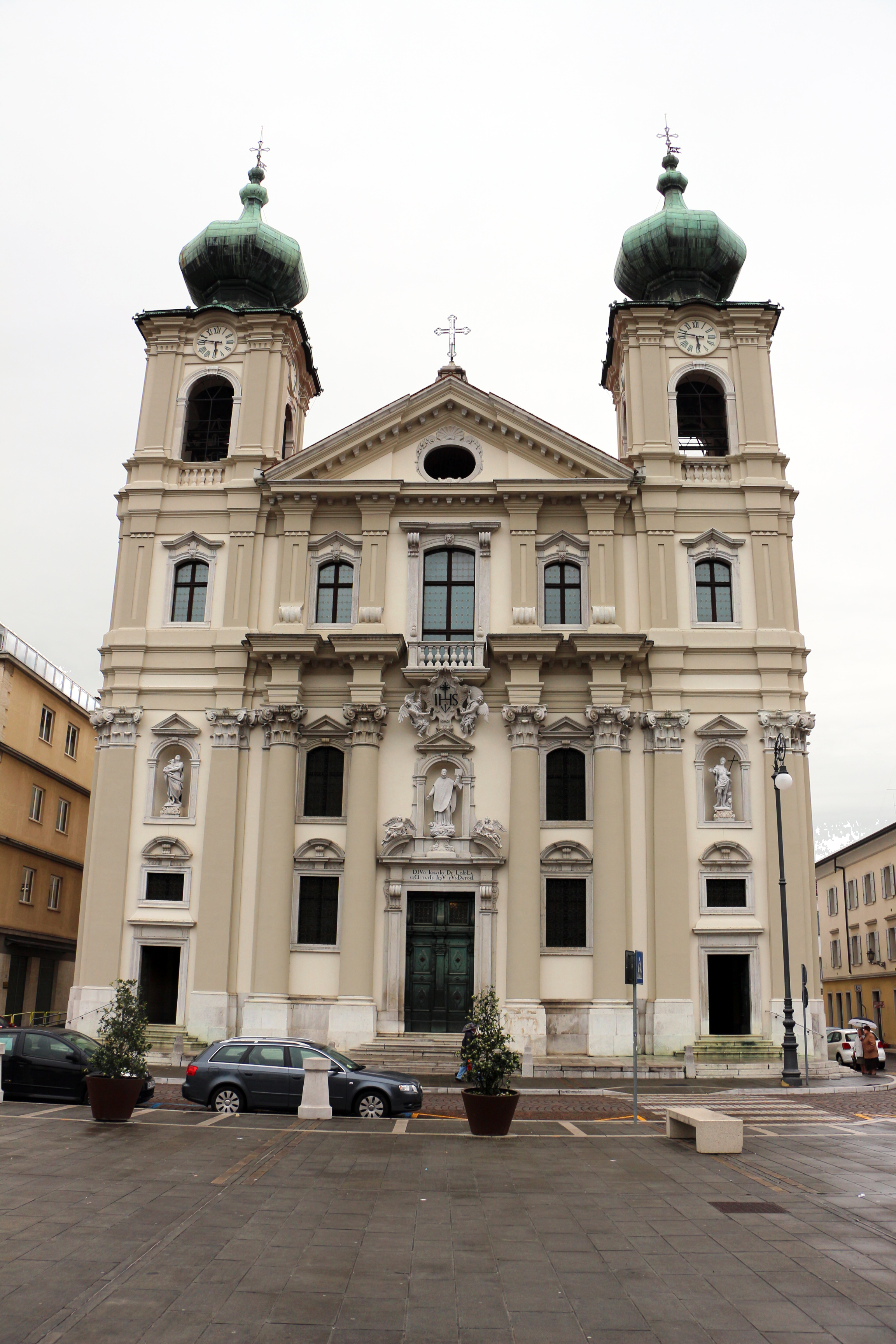
Kostel sv. Ignáce
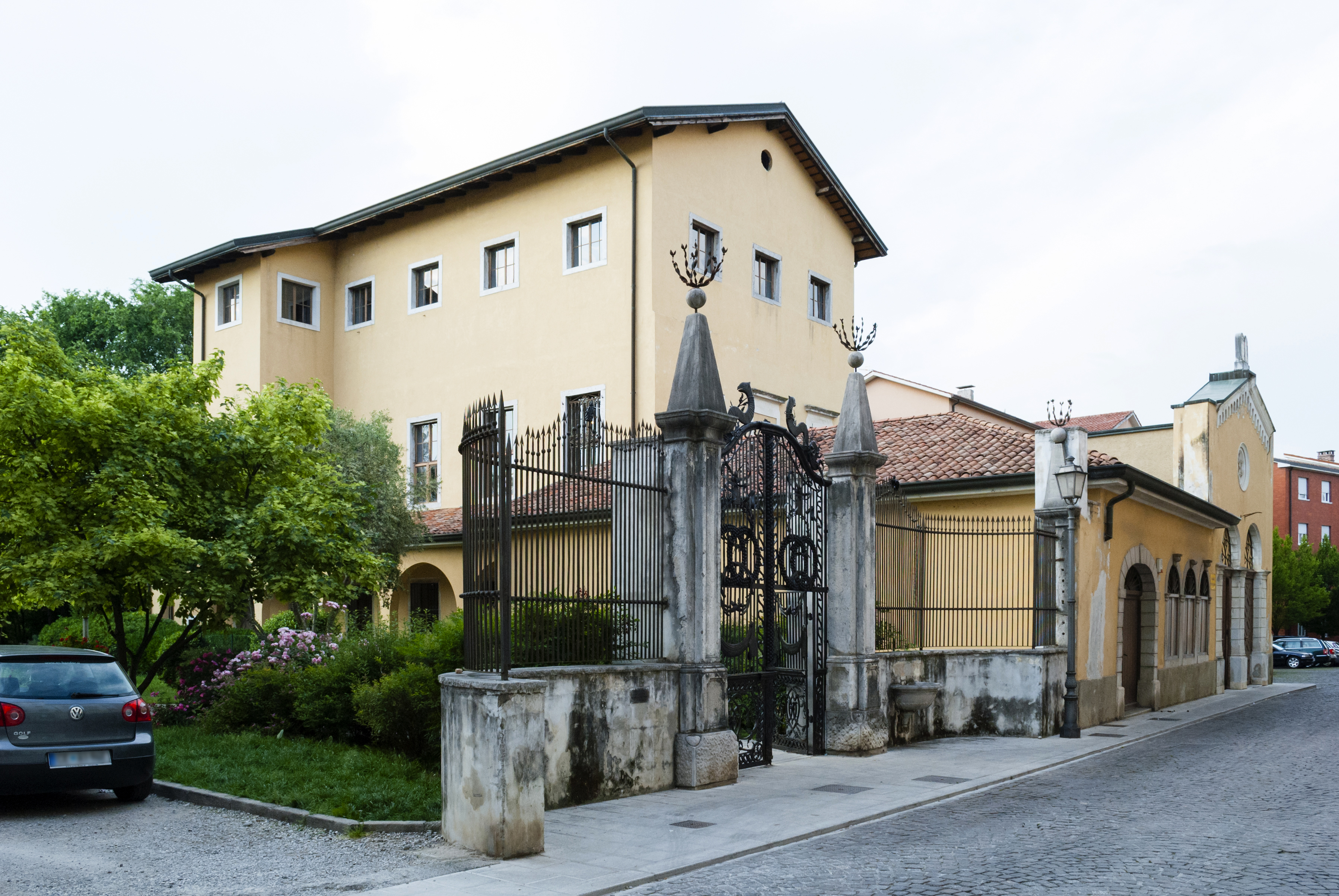
Synagoga
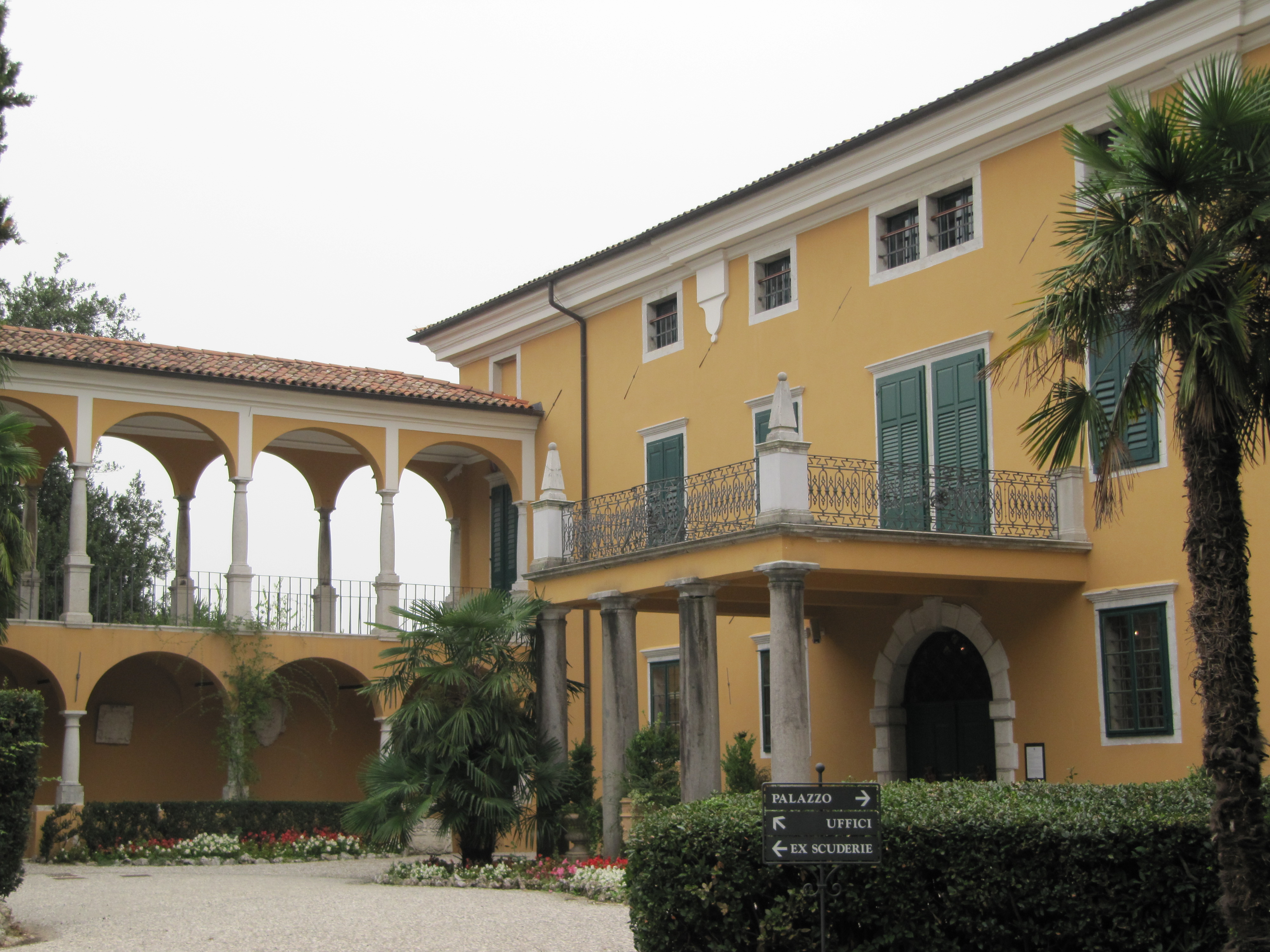
Villa Coronini

## Osobnosti města
- Karel X. (1757–1836), francouzský král
- Hermann von Spaun (1833–1919), rakousko-uherský admirál a velitel rakousko-uherského námořnictva
- Julius Kugy (1858–1944), průkopník horolezectví v Julských Alpách
- Carlo Rubbia (* 1934), italský fyzik, nositel Nobelovy ceny
- Max Fabiani (1865–1962), architekt a urbanista
- Václav Bělohradský (* 1944), český filosof a sociolog

## Partnerská města
- Klagenfurt am Wörthersee, Rakousko
- Lienz, Rakousko
- Venlo, Nizozemsko
- Zalaegerszeg, Maďarsko